# Canthon circulatus
Canthon circulatus là một loài bọ cánh cứng trong họ Bọ hung (Scarabaeidae).